# Natalio Perinetti
Natalio Perinetti (Remedios de Escalada, 1900. december 28. – Remedios de Escalada, 1985. május 24.), olimpiai és világbajnoki ezüstérmes argentin válogatott labdarúgó.
Az argentin válogatott tagjaként részt vett az 1930-as világbajnokságon, az 1928. évi nyári olimpiai játékokon illetve az 1929-es Dél-amerikai bajnokságon.

## Sikerei, díjai
Racing Club
- Argentin bajnok (5): 1917, 1918, 1919, 1921, 1925

Argentína
- Világbajnoki döntős (1): 1930
- Dél-amerikai bajnok (1): 1929
- Olimpiai ezüstérmes (1): 1928

## Külső hivatkozások
- Argentin keretek a Copa Américan rsssf.com
- Natalio Perinetti a FIFA.com honlapján Archiválva 2015. február 7-i dátummal a Wayback Machine-ben